# LyX
{\displaystyle \mathbf {L} \!{}_{\mathbf {\displaystyle Y} }\!\mathbf {X} } (escrito LyX en texto plano) es un programa gráfico multiplataforma creado por Matthias Ettrich que permite la edición de documentos de un modo similar a un procesador de texto común, como lo es LibreOffice. La diferencia radica en que LyX reescribe las instrucciones que el autor ve en la pantallla a comandos LaTeX, por lo que «hereda» todas sus capacidades (notación científica, edición de ecuaciones, creación de índices, etcétera). La intención de LyX es generar documentos con todo el poder de edición de LaTeX sin tener que conocer la sintaxis de LaTeX. Se puede decir que LyX es una interfaz gráfica para escribir documentos en LaTeX sin saber LaTeX. 
Se trata de un procesador de documentos en el que el usuario no necesita pensar en el formato final de su trabajo, sino sólo en el contenido y su estructura (WYSIWYM) (Lo Que Ves Es Lo Que Quieres Decir, por sus siglas en inglés). Mientras que un procesador de texto usa el paradigma WYSIWYG (Lo Que Ves Es Lo Que Obtienes, por sus siglas en inglés). Es decir, todo lo que el autor ve en la pantalla es su responsabilidad. Mientras que con el enfoque de LyX el autor solo le tiene que indicar a LyX el tipo de documento que se va escribir: un libro, un artículo, una tesis de grado, etc. Y luego solo tendrá que seleccionar los elementos propios de la estructura lógica del documento: capítulo, sección, enumeración, bibliografía, tabla, figura, etc. Luego, el editor con esa información se encargará de darle el formato adecuado a las órdenes que el autor le ha dado generando un archivo pdf (formato más usual en LyX, aunque hay otros). Por lo tanto, LyX puede ser utilizado para editar grandes documentos (libros) o con formato riguroso (tesis, artículos para revistas científicas, estilos bibliográficos) y todo en una interfaz de usuario muy intuitiva.

## Historia
Matthias Ettrich empezó a desarrollar un programa shareware llamado Lyrix en 1995. Poco después, este fue anunciado en USENET donde recibió un enorme grado de atención durante los siguientes años. Después del lanzamiento inicial, Lyrix fue renombrado a Lyx debido a un conflicto con el nombre de un software (un procesador de texto de Santa Cruz Operation). Fue liberado bajo la Licencia Pública General de GNU, lo cual abrió el proyecto a la comunidad de código abierto. El nombre LyX fue escogido a causa del sufijo '.lyx' que tenían los ficheros de Lyrix.

## Diferencia con un procesador de textos
LyX utiliza un enfoque diferente a todos los procesadores de textos. El mismo se define como un procesador de documentos. Las razones de este enfoque se pueden resumir en los siguientes puntos:
- Automatización de tareas complejas: Una computadora no es una máquina de escribir, así sea muy compleja, esté llena de botones y opciones, es una máquina que puede hacer tareas por nosotros. Y esto es lo que ofrece LyX. Mientras la lógica de la máquina de escribir es que el autor se enfrenta todo el tiempo a una página en blanco;.LyX ofrece la automatizaicón de las tareas de edición, así sean muy complejas. Por lo tanto, se le pueden dar instrucciones a la computadora para que haga trabajos que para un ser humano son tediosos y con muchas posibilidades de cometer errores: Como puede ser la elaboración de un índice analítico, la numeración de capítulos, la creación de índices generales o solo de alguna parte del documento, etc.
- Respeto de normas tipográficas: Es muy probable que la persona que escriba un documento complejo no sea un profesional de la tipografía y, por lo tanto, tomará decisiones respecto de la edición de los textos propias de un aficionado (en gran medida estéticas antes que de legibilidad) y que no se correspondan con las normas básicas que la tipografía ha desarrollado durante décadas, incluso centurias.
- Documentos bien estructurados: Los textos poseen estructuras propias más o menos invariables: un libro tienen capítulos mientras que un artículo no los tiene. Las referencias bibliográficas poseen normas estrictas que hay que respetar, etc. LyX ofrece al autor la posibilidad de cambiar todos estos aspectos sin tener que cambiar el contenido del documento cada vez que se cambia de formato. Se puede cambiar todo el aspecto del documento solo modificando el tipo de documento, del resto se ocupa LyX.
- Facilidad de uso: LaTeX puede ser considerado casi un estándar en las publicaciones científicas pero requiere un proceso de aprendizaje arduo porque su sintaxis está llena de opciones y, además, un texto complejo requiere, en la mayoría de los casos, añadir paquetes complementarios. LyX ofrece la posibilidad de utilizar todo el poder de edición de LaTeX sin que el autor del documento sepa nada sobre LaTeX. LyX se encarga de revisar si se cumplen con todas las condiciones para generar un documento sin intervención manual del autor.
- Puede importar y exportar archivos LaTeX: LyX puede imitar casi toda la funcionalidad de LaTeX, y en cada nueva versión se espera que se añadan nuevas opciones propias de LaTeX. Incluso, si alguna función no está todavía implementada puede añadirse directamente en el texto como código de LaTeX para que LyX luego lo incluya en la compilación final. También se ofrece la opción al autor de exportar el archivo LyX en formato LaTeX, en el caso de necesitar el envio de un documento en este formato a alguien que no cuente con LyX como procesador de documentos. También se puede exportar a otros formatos mediante programas externos que hacen la conversión, como es pandoc.

## Historial de lanzamientos
El historial de lanzamientos de las versiones principales de LyX (sin tomar en cuenta betas ni candidatos o correcciones parciales ni binarios específicos para alguna arquitectura) es el siguiente:
- LyX 0.7.0 fue lanzado el 24 de octubre de 1995.
- LyX 1.0.0 fue lanzado el 1 de febrero de 1999.
- LyX 1.0.3 fue lanzado el 2 de junio de 1999.
- LyX 1.0.4 fue lanzado el 29 de septiembre de 1999.
- LyX 1.1.2 fue lanzado el 3 de noviembre de 1999.
- LyX 1.1.3 fue lanzado el 1 de diciembre de 1999.
- LyX 1.1.4 fue lanzado el 5 de febrero de 2000.
- LyX 1.1.5 fue lanzado el 6 de junio de 2000.
- LyX 1.1.6 fue lanzado el 12 de junio de 2000.
- LyX 1.2.0 fue lanzado el 29 de mayo de 2002.
- LyX 1.2.1 fue lanzado el 23 de agosto de 2002.
- LyX 1.2.2 fue lanzado el 17 de diciembre de 2002.
- LyX 1.2.3 fue lanzado el 10 de enero de 2003.
- LyX 1.3.0 fue lanzado el 7 de febrero de 2003.
- LyX 1.3.1 fue lanzado el 18 de marzo de 2003.
- LyX 1.3.2 fue lanzado el 6 de mayo de 2003.
- LyX 1.3.3 fue lanzado el 25 de septiembre de 2003.
- LyX 1.3.4 fue lanzado el 19 de febrero de 2004.
- LyX 1.3.5 fue lanzado el 6 de octubre de 2004.
- LyX 1.3.6 fue lanzado el 16 de julio de 2005.
- LyX 1.3.7 fue lanzado el 17 de enero de 2006.
- LyX 1.4.0 fue lanzado el 8 de marzo de 2006.
- LyX 1.4.1 fue lanzado el 11 de abril de 2006.
- LyX 1.4.2 fue lanzado el 12 de julio de 2006.
- LyX 1.4.3 fue lanzado el 21 de septiembre de 2006.
- LyX 1.4.4 fue lanzado el 14 de febrero de 2007.
- LyX 1.4.5.1 fue lanzado el 27 de julio de 2007.
- LyX 1.5.0 fue lanzado el 27 de julio de 2007.
- LyX 1.5.1 fue lanzado el 4 de agosto de 2007.
- LyX 1.5.2 fue lanzado el 8 de octubre de 2007.
- LyX 1.5.3 fue lanzado el 16 de diciembre de 2007.
- LyX 1.5.4 fue lanzado el 24 de febrero de 2008.
- LyX 1.5.5 fue lanzado el 11 de mayo de 2008.
- LyX 1.5.6 fue lanzado el 28 de julio de 2008.
- LyX 1.5.7 fue lanzado el 14 de noviembre de 2009.
- LyX 1.6.0 fue lanzado el 10 de noviembre de 2008.
- LyX 1.6.1 fue lanzado el 13 de diciembre de 2008.
- LyX 1.6.2 fue lanzado el 15 de marzo de 2009.
- LyX 1.6.3 fue lanzado el 4 de junio de 2009.
- LyX 1.6.4 fue lanzado el 24 de agosto de 2009.
- LyX 1.6.4.1 fue lanzado el 4 de septiembre de 2009.
- LyX 1.6.4.2 fue lanzado el 16 de noviembre de 2009.
- LyX 1.6.5 fue lanzado el 7 de diciembre de 2009.
- LyX 1.6.6 fue lanzado el 20 de mayo de 2010.
- LyX 1.6.6.1 fue lanzado el 29 de mayo de 2010.
- LyX 1.6.7 fue lanzado el 15 de julio de 2010.
- LyX 1.6.8 fue lanzado el 15 de noviembre de 2010.
- LyX 1.6.9 fue lanzado el 7 de febrero de 2011.
- LyX 1.6.10 fue lanzado el 9 de mayo de 2011.
- LyX 2.0.0 fue lanzado el 8 de mayo de 2011.
- LyX 2.0.1 fue lanzado el 5 de septiembre de 2011.
- LyX 2.0.2 fue lanzado el 30 de noviembre de 2011.
- LyX 2.0.3 fue lanzado el 1 de marzo de 2012.
- LyX 2.0.4 fue lanzado el 2 de julio de 2012.
- LyX 2.0.5 fue lanzado el 11 de noviembre de 2012.
- LyX 2.0.5.1 fue lanzado el 8 de enero de 2013.
- LyX 2.0.6 fue lanzado el 9 de mayo de 2013.
- LyX 2.0.7 fue lanzado el 30 dde noviembre de 2014.[2]
- LyX 2.0.7.1 fue lanzado el 1 de febrero de 2014.
- LyX 2.0.8.1 fue lanzado el 16 de junio de 2014.
- LyX 2.1.0 fue lanzado el 25 de abril de 2014.
- LyX 2.1.1 fue lanzado el 15 de julio de 2014.
- LyX 2.1.2 fue lanzado el 30 de noviembre de 2014.[3]
- LyX 2.1.2.1 fue lanzado el 30 de octubre de 2014.
- LyX 2.1.2.2 fue lanzado el 17 de noviembre de 2014.
- LyX 2.1.3 fue lanzado el 10 de febrero de 2015.
- LyX 2.1.4 fue lanzado el 30 de julio de 2015.
- LyX 2.1.5 fue lanzado el 20 de junio de 2015.
- LyX 2.2.0 fue lanzado el 27 de mayo de 2016.
- LyX 2.2.1 fue lanzado el 25 de julio de 2016.
- LyX 2.2.2 fue lanzado el 15 de octubre de 2016.
- LyX 2.2.3 fue lanzado el 15 de mayo de 2017.
- LyX 2.2.4 fue lanzado el 8 de diciembre de 2020.[4]
- LyX 2.3.0 fue lanzado el 16 de marzo de 2018.[4]
- LyX 2.3.1 fue lanzado el 16 de septiembre de 2018.[4]
- LyX 2.3.2 fue lanzado el 14 de diciembre de 2018.[4]
- LyX 2.3.3 fue lanzado el 8 de diciembre de 2020.[4]
- LyX 2.3.4 fue lanzado el 31 de enero de 2020.[4]
- LyX 2.3.4.2 fue lanzado el 12 de febrero de 2020.
- LyX 2.3.5 fue lanzado el 7 de junio de 2020.[4]
- LyX 2.3.5.2 fue lanzado el 30 de junio de 2020.[4]
- LyX 2.3.6 fue lanzado el 1 de diciembre de 2020.[4]
- LyX 2.3.6.1 fue lanzado el 11 de enero de 2022.[5]
- LyX 2.3.7 fue lanzado el 7 de enero de 2023[6]
- LyX 2.3.8 fue lanzado el 17 de mayo de 2024.[7]
- LyX 2.4.0 fue lanzado el 31 de mayo de 2024.[8]
- LyX 2.4.1 fue lanzado el 5 de julio de 2024.[9]
- LyX 2.4.2 fue lanzado el 3 de octubre de 2024.[10]